# Stroiești (Suceava)
Pour les articles homonymes, voir Stroiești.
Stroiești est une commune du județ de Suceava en Roumanie.